# Orkadisches Rundhaus

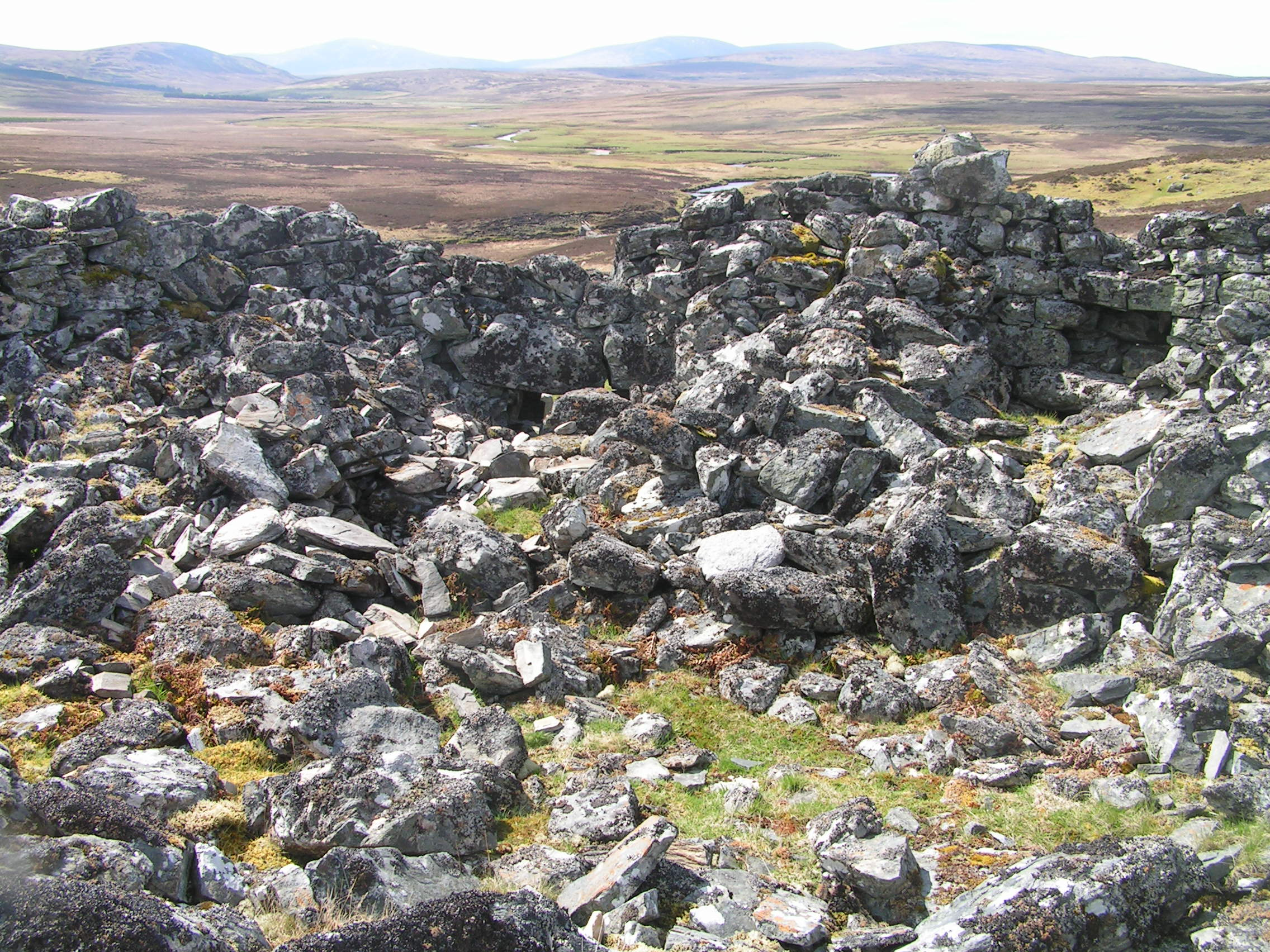
Reste des Atlantic Roundhouse von Feranach

Das eisenzeitliche Orkadische Rundhaus (englisch Orcadian Roundhouse) entstand auf Orkney ab etwa 700 v. Chr. als Untergruppe des auf dem schottischen Festland und den Hebriden (Dun Vulan) verbreiteten „Atlantic Roundhouse“ und ist ein Vorläufer der Brochs. Die von Ian Armit in „einfach“ und „komplex“ unterteilten Rundbauten wurden aus Trockenmauerwerk errichtet. Typischerweise haben sie Durchmesser zwischen 6 und 15 Metern und sind auf den Hebriden mit Middens vergesellschaftet.
Das älteste orkadische Rundhaus war von 700 bis 200 v. Chr. in Gebrauch und wurde neben der Megalithanlage von Quanterness an der Basis des Wideford Hill entdeckt. Ein weiteres frühes Rundhaus mit einer etwa fünf Meter starken Außenwand stammt von etwa 600 v. Chr. und wurde in Bu, in der Nähe von Stromness ausgegraben. Diese Struktur bietet architektonisch bereits eine Verbindung zu den radial unterteilten Wheelhäusern und den späteren Brochs. In Howe, auf dem Hügel zwischen Stromness und dem Loch of Stenness wurde ein weiteres Rundhaus ausgegraben. Es war mit Mauern und Gräben umbaut. 
1970 schätzte der Archäologe Chris Musson, dass es in Großbritannien 200 Rundhäuser gab. Eine in Großbritannien ansässige Archäologiegruppe schätzt heute, dass es über 4000 gab.